# CA Talleres (Remedios de Escalada)
Club Atlético Talleres – argentyński klub piłkarski z siedzibą w mieście Remedios de Escalada.

## Historia
Klub założono dnia 1 czerwca 1906. Talleres obecnie występuje w trzeciej lidze argentyńskiej Primera B Metropolitana.

## Osiągnięcia
- Mistrz drugiej ligi argentyńskiej: 1925
- Mistrz trzeciej ligi argentyńskiej (Primera B): 1987/1988
- Mistrz czwartej ligi argentyńskiej (Primera C): 1970, 1978